# Bruscolo prende un bagno
Bruscolo prende un bagno (Sinkin' in the Bathtub) è un film del 1930 coprodotto e diretto da Hugh Harman e Rudolf Ising. È il primo cortometraggio d'animazione della serie Looney Tunes, uscito negli Stati Uniti il 19 aprile 1930; rappresenta inoltre la prima apparizione del personaggio di Bosko. Il film divenne di pubblico dominio nel 1958 dopo che la Sunset Productions, che ne deteneva i diritti, non ne rinnovò il copyright.

## Trama
Dopo aver fatto il bagno fischiettando "Singin' in the Bathtub", Bosko prende la sua auto e va a trovare la sua ragazza Honey, che sta facendo a sua volta il bagno davanti a una finestra aperta. Una capra mangia i fiori che ha portato, così Bosko le fa una serenata con un sassofono per farla uscire. Infastidita dalla performance, Honey getta nel sassofono il catino di acqua saponata in cui si stava lavando, e Bosko inizia a suonare "I'm Forever Blowing Bubbles" creando delle bolle che Honey usa per scendere dal balcone.
Bosko e Honey vanno a fare un giro in campagna, ma il viaggio presenta vari pericoli. Il primo ostacolo è una mucca al pascolo testarda. Dopo che la mucca viene spinta via, il viaggio continua con l'auto che fatica a salire una ripida collina dalla quale poi scende fuori controllo. Durante la discesa l'auto entra in una casa in cui si scambia con una vasca da bagno con le ruote, la quale continua a scendere fino a precipitare da un burrone in un lago. Sempre in grado di adattarsi, Bosko continua il loro appuntamento come una gita in barca e suona "Singin' in the Bathtub" usando le ninfee come una marimba.

## Produzione
La produzione del corto iniziò subito dopo che, il 28 gennaio 1930, Harman e Ising firmarono il contratto triennale con Leon Schlesinger, secondo il quale egli avrebbe comprato da loro una serie di cortometraggi animati intitolata Looney Tunes (un titolo che imitava quello della serie Sinfonie allegre della Disney, iniziata l'anno precedente); i corti sarebbero poi stati distribuiti dalla Warner Bros., che avrebbe potuto pubblicizzare le canzoni dei propri film tramite essi. Schlesinger avrebbe pagato i costi di produzione man mano che venivano sostenuti, fino a un massimo di 4 500 dollari per ogni cartone animato.
Harman e Ising presero rapidamente in affitto un ufficio di tre stanze sulla Western Avenue, un isolato a sud di Santa Monica Boulevard a Hollywood. Spostarono lì i loro materiali e costruirono altri tavoli da disegno per ospitare il loro personale in rapida espansione, composto da animatori che avevano lavorato con loro presso gli studi Disney e Winkler: Friz Freleng, Carman Maxwell, Rollin Hamilton, Ben Clopton, Paul Smith e Norm Blackburn. Il cognato di Schlesinger, Raymond Katz, sarebbe stato il loro direttore commerciale e il tramite per i soldi di Schlesinger. Il giovane staff lavorò furiosamente a Bruscolo prende un bagno, terminandolo solo poche settimane dopo aver firmato il contratto con Schlesinger, che richiedeva la consegna entro il 1º aprile. L'animazione di due gag del cortometraggio fu riciclata da quella che Harman e Ising avevano realizzato per Bright Lights (1928), un cartone Disney con protagonista Oswald il coniglio fortunato.
Bruscolo prende un bagno fu l'unico cortometraggio di Bosko distribuito al pubblico che presenta il dialetto originale di Bosko in blackface, fornito dall'animatore Carman Maxwell; il personaggio avrebbe poi adottato una voce più in falsetto (interpretata dall'esperto di effetti sonori Bernard B. Brown e, in seguito, dal cantante Johnny Murray) per i film successivi. La fidanzata di Bosko, Honey, è stata doppiata da Rochelle Hudson.

## Colonna sonora
Il cortometraggio fa ampio uso della canzone "Singin' in the Bathtub", scritta per il film Warner Rivista delle nazioni (1929). Lo stesso titolo originale del corto è una parodia di quello della canzone (il cartone fu però erroneamente iscritto nel registro del copyright con lo stesso titolo della canzone). Altre canzoni che vengono eseguite sono "Tiptoe Through the Tulips" (dal film del 1929 Cercatrici d'oro), "Lady Luck" (sempre da Rivista delle nazioni), "I'm Forever Blowing Bubbles" e "Painting the Clouds with Sunshine" (sempre da Cercatrici d'oro). Frank Marsales ricoprì il ruolo di direttore musicale, arrangiando i brani che furono suonati dal batterista e direttore d'orchestra Abe Lyman e dalla sua orchestra di musicisti della Brunswick Records.

## Distribuzione
Bruscolo prende un bagno fu proiettato in anteprima al Warner Bros. Theatre di Hollywood il 19 aprile 1930 abbinato al film Song of the Flame, e accompagnò in seguito la distribuzione del film nei cinema statunitensi a partire dal 25 maggio.

### Data di uscita
Le date di uscita internazionali sono state:
- 19 aprile 1930 negli Stati Uniti
- 22 novembre nel Regno Unito
- 6 gennaio 1931 in Giappone (浮世風呂)
- 3 aprile in Australia
- 4 maggio in Germania (Treiben in der Badewanne)
- 29 febbraio 1932 in Italia
- 2 maggio 1934 in Francia
- 31 dicembre in Canada
- 24 febbraio 1936 in Brasile

### Edizioni home video
Il corto fu pubblicato in DVD-Video in America del Nord come extra nel secondo disco della raccolta Looney Tunes Golden Collection: Volume 3 (intitolato Hollywood Caricatures and Parodies) distribuita il 25 ottobre 2005. Fu inserito come extra (in SD) anche nel terzo disco della raccolta Blu-ray Disc e DVD Looney Tunes Platinum Collection: Volume Two, uscita in America del Nord il 16 ottobre 2012.

## Accoglienza
Il cortometraggio fu ben accolto dalla critica e dal pubblico. Sime Silverman, critico e fondatore di Variety, lo definì "molto divertente" e fece notare come la serie Looney Tunes fosse iniziata nel migliore dei modi. Retrospettivamente, Leonard Maltin scrisse: "Gli ingredienti di Bruscolo prende un bagno si fondono in un mix molto gradevole di musica vivace e piacevole comicità. Il cartone animato è vivace e divertente. Ma non c'è dubbio da dove sia derivata l'ispirazione per questo e i cartoni animati successivi. Bosko era un Topolino appena camuffato, Honey un'ovvia Minni e, nei cartoni animati successivi, un cane plutoiano di nome Bruno completò la parlay".